# Pál Teleki (futbolista)
Pál Teleki (Arad, 5 de març de 1906 - Miskolc, 1985 fou un jugador de futbol romano-hongarès de les dècades de 1920 i 1930.

## Trajectòria
Fou un cop internacional amb la selecció de Romania i vuit més amb la d'Hongria. Amb aquesta darrera disputà la Copa del Món d'Itàlia 1932. Pel que fa a clubs, començà als clubs romanesos AMEF Arad i Chinezul Timişoara i al club hongarès Bocskai FC, on jugà durant una dècada.